# Lovsjö fritidsområde
Lovsjö fritidsområde är en fritidshusbebyggelse vid Lovsjön i Barnarps socken i Jönköpings kommun, cirka 5 km söder om Barnarp. Från 2015 avgränsas två småorter här, en vid sjöns södra och en vid sjöns östra strand.